# Тарасенко, Василий Фомич
Василий Фомич Тарасе́нко (4 декабря 1920 года — 15 июля 1995 года) — командир батареи 282-го гвардейского истребительного противотанкового артиллерийского полка (3-я отдельная истребительная противотанковая артиллерийская бригада, 5-я ударная армия, 1-й Белорусский фронт), гвардии капитан, Герой Советского Союза.
Член ВКП(б)/КПСС с 1944 года.

## Биография
Василий Фомич Тарасенко родился 4 декабря 1920 года в деревне Шаровка ныне Белебеевского района Башкирии. Украинец.
Окончил 8 классов Усень-Ивановской средней школы и педагогические курсы в 1938 в году в городе Белебей.
До призыва в армию работал учителем в деревне Анненково Белебеевского района Башкирской АССР.
Призван в Красную Армию в 1940 году. В. Ф. Тарасенко начал службу в Красной Армии в городе Николаевске, продолжил в Комсомольске-на-Амуре.
Окончил Владивостокское истребительное противотанковое артиллерийское училище в 1943 году.
Воевал в составе 282-го гвардейского истребительного противотанкового артиллерийского полка 5-й ударной армии 1-го Белорусского фронта командиром взвода, командиром батареи на Курской дуге, в бою за белорусскую деревушку Свислочь, брал немецкие города Штраусберг, Берлин. Был ранен в руку. Лечился в госпитале больше года.
Гвардии капитан Тарасенко отличился в боях 16—25 апреля 1945 года при прорыве вражеской обороны в районе населённого пункта Лечин (15 км юго-восточнее города Врицен, Германия), на подступах к Берлину и в самом городе.
В июне 1946 года он демобилизовался в звании майора. Жил в Рязани. Работал В. Ф. Тарасенко в областном исполкоме, некоторое время во внутренних войсках в ряде городов страны.
В 1956 году Тарасенко вернулся в Рязань. Работал в Рязани директором хлебозавода, начальником цеха на радиозаводе.
Умер Василий Фомич 15 августа 1995 года. Похоронен на Скорбященком кладбище Рязани.

## Семья
Сын Александр — офицер, окончил военное училище.

## Подвиг
«Командир батареи 282-го гвардейского истребительного противотанкового артиллерийского полка (3-я отдельная истребительная противотанковая артиллерийская бригада, 5-я ударная армия, 1-й Белорусский фронт) гвардии капитан В. Ф. Тарасенко особо отличился 15 апреля 1945 г. при прорыве немецкой обороны. В районе населённого пункта Лечин (Германия) его батарея уничтожила 2 орудия, 4 миномёта, 6 пулемётов и до 30 солдат и офицеров противника.
В предместье г. Штраусберг батарея, находясь в боевых порядках пехоты, отразила 5 контратак и уничтожила 2 танка, 3 орудия, 6 пулемётов и до 30 солдат; рассеяла до роты пехоты врага.
В боях на улицах Браунер-Штрассе и Варшаузе-Штрассе г. Берлина батарея В. Ф. Тарасенко умело сопровождала пехоту и организовала эффективную огневую поддержку наступающим войскам. В. Ф. Тарасенко со своим ординарцем под шквальным огнём, рискуя жизнью, подполз к ДОТу и, выстрелив лично 12 фауст-патронов, уничтожил гарнизон противника в количестве 35 человек. Всего в боях за г. Берлин батарея В. Ф. Тарасенко уничтожила более 130 солдат и офицеров, до 40 фаустников, 15 пулемётов, 7 орудий и 4 танка врага». Капитан В. Ф. Тарасенко был дважды ранен, но не покинул поле боя.
Звание Героя Советского Союза присвоено 31 мая 1945 года.

## Награды
- Медаль «Золотая Звезда» Героя Советского Союза (31.05.1945)[3][4];
- орден Ленина (31.05.1945);
- орден Красного Знамени (03.05.1945)[5];
- орден Александра Невского (1945)[6];
- орден Отечественной войны I степени (20.07.1944)[7];
- медали.

## Память
На здании Белебеевского педагогического колледжа (г.Белебей, ул. Пролетарская, 41) установлена мемориальная доска выпускникам-Героям: Андрееву К. Д., Васильеву П. Е., Тарасенко В. Ф.,Кузнецову А. П.
с надписью:

«Здесь учились Герои Советского Союза Андреев К. Д., Васильев П. Е., Тарасенко В. Ф. и полный кавалер орденов Славы Кузнецов А. П.» — belebey.bashkortostan.ru/about/places/325996